# Sisymbrium austriacum
Sisymbrium austriacum là một loài thực vật có hoa trong họ Cải. Loài này được Jacq. miêu tả khoa học đầu tiên năm 1775.